# Лист, Григорий Николаевич
Григорий Николаевич Лист (23 августа 1901 — 7 декабря 1993) — российский инженер-механик, лауреат Ленинской премии.

## Биография
Внук промышленника Густава Листа (1835—1913), основателя московских заводов «Борец» и «Компрессор».
В 1918 г. поступил на физмат МГУ, а затем в МВТУ (1921), получил диплом в 1926 г.
С 1925 по 1938 г. работал на заводе АМО (ЗИС) младшим конструктором, конструктором по автомобильным трансмиссиям, заместителем главного конструктора.
В марте 1938 г. арестован органами НКВД. Осуждён ВК Верховного суда СССР 28.05.1940г. по ст. 58-6-10 на 10 лет, направлен в Тушинскую авиамоторную шарашку ОТБ-82, после начала войны эвакуированную в Казань. Работал в ОКБ 4-го Спецотдела НКВД СССР при Казанском авиамоторном заводе № 27. Руководил группой по разработке редукторов к подводным лодкам. Спроектировал воздушно-реактивный двигатель-ускоритель самолетов. В конце июля 1944 г. решением Президиума Верховного Совета СССР освобожден со снятием судимости. 
С мая 1945 г. старший преподаватель Казанского авиационного института на только что организованной кафедре ракетных двигателей.
9 августа 1945 года в звании подполковника в составе группы учёных и конструкторов направлен в Германию для изучения трофейной ракетной техники. После возвращения в СССР (1946) продолжил работу в КБ завода № 456 (ныне — НПО Энергомаш имени академика В. П. Глушко, г. Химки, Московской области), возглавлял конструкторскую бригаду по проектированию и доводке камер сгорания ЖРД.
С 1959 по 1962 год один из руководителей работ в ОКБ–456 по созданию электрических и ионных реактивных двигателей.
В 1962 г. после инфаркта вышел на пенсию. С середины 1960-х годов работал в Институте технической эстетики.
Доктор технических наук (1959).
Лауреат Ленинской премии 1957 г. — за вклад в создание двигателей РД-107 и РД-108 для запуска первого искусственного спутника Земли. Награждён орденами Ленина (1956), «Знак Почёта» (1945), двумя орденами Трудового Красного Знамени (1956, 1959), медалью «За доблестный труд в Великой Отечественной войне 1941—1945 годов» (1945).
Похоронен на Введенском кладбище (5 уч.).